# Перлёвка (Воронежская область)
Перлёвка — село в Семилукском районе Воронежской области. Административный центр Перлёвского сельского поселения.

## Название
Получило название по речке Перлёвке, упоминающейся в документах 1615 года. Речка же такое имя получила потому, что в период весеннего половодья она сильно «переливает» — выходит из берегов и затопляет луга.

## География
Расположено в 24 км от Воронежа.

## История
Село Перлёвка Землянского уезда (ныне — Семилукского района) известно с 1664 года.
Первоначально село было заселено казаками-черкасами (132 двора) и пришлыми русскими (32 двора).
В исторических документах говорится, что в 1712 году отводилась земля «черкасам сотнику Мартыну Федорову да Филиппу Григорьеву с товарищи сту тридцати человекам, да русским людем Козьме Клименову сыну Шубину да Ивану Степанову сыну Тотаринцеву с товарищи тридцати человекам дворовые усадьбы и под огороды…».
По сведениям 1859 года, Перлёвка имела статус села казенного, в ней насчитывалось 385 дворов, 2046 жителей мужского пола и 2187 женского. (Списки населенных мест Российской империи, составленные и издаваемые Центральным статистическим комитетом Министерства внутренних дел. - СПб. : изд. Центр. стат. ком. Мин. внутр. дел, 1861-1885. [Вып. 9] : Воронежская губерния : ... по сведениям 1859 года / обраб. Н. Штиглицом. - 1865. http://elib.shpl.ru/ru/nodes/16153-vyp-9-voronezhskaya-guberniya-po-svedeniyam-1859-goda-1865#mode/inspect/page/140/zoom/6)
В 1871 году в Перлёвке была построена земская школа, в которой по данным на 1899 год насчитывалось 113 учащихся и 2 преподавателя. Это было одно из крупнейших сел Землянского уезда.
В 1900 году здесь было 7700 жителей, 1022 двора, 8 общественных зданий, 2 школы, водяная мельница, трактир, 5 лавок, ярмарка.
По данным "Списков населенных мест Воронежской губернии по уездам за 1920 год", Перлёвка была самым многочисленным населенным пунктом Землянского уезда: 1673 двора, 4396 мужчин, 5394 женщин, из них грамотных мужчин 811, грамотных женщин 146.
До 1928 года Перлёвка была волостным центром. Сохранилось здание волостного правления конца XIX века. Правление ведало сбором налогов, набором в армию, решало поземельные споры, контролировало выполнение различных государственных повинностей. В 1917 году здание занял волостной Совет.
Село сильно пострадало во время Гражданской и Великой Отечественной войн. Осенью 1942 года было оккупировано немецкими войсками.

## Население
| 1859  | 1897  | 2010  | 2012  | 2013  | 2014  | 2015  |
| ----- | ----- | ----- | ----- | ----- | ----- | ----- |
| 5810  | ↗7036 | ↘1217 | ↘1188 | ↘1168 | ↘1131 | ↗1157 |
| 2016  | 2017  | 2018  |       |       |       |       |
| ↘1149 | ↘1139 | ↘1123 |       |       |       |       |

## Улицы
| - ул. Беговая, - ул. Береговая, - ул. Верхние Ложки, - ул. Владычинка, - ул. Дачная, - ул. Дворянская, - ул. Зелёная, - ул. Кленовая, - ул. Колхозная, - ул. Кочетовка 1-я, - ул. Кочетовка 2-я, - ул. Лесная, - ул. Луговая, - ул. Мира, - ул. Молодёжная, - ул. Нижние Ложки, - ул. Оставская, | - ул. Первомайская, - ул. Песчаная, - ул. Победы, - ул. Поляна, - ул. Садовая 1-я, - ул. Садовая 2-я, - ул. Садовая 3-я, - ул. Солнечная, - ул. Тенистая, - ул. Терновая, - ул. Транспортная, - ул. Холмистая, - ул. Хохлацкая, - ул. Центральная, - ул. Чагодаевка, - ул. Широкая, - ул. Школьная, | - пер. Дачный, - пер. Дворянский, - пер. Кочетовский, - пер. Лесной, - пер. Мира, - пер. Новый, - пер. Первомайский, - пер. Полевой, - пер. Спасский, - пер. Тенистый, - пер. Центральный, - пер. Школьный. |

## Русская православная церковь
Первая церковь в Перлёвке — Церковь во имя Рождества Христова — была построена в 1699 году; спустя 90 лет (1789 год) заменена каменной, перестроенной в конце XIX века В 1789 году — «вместо деревянной» построена каменная церковь Рождества Христова, с приделами Усекновения Главы Святого Иоанна предтечи (правый) и Святого Митрофана Воронежского (левый). В архитектуре церкви прослеживаются черты позднего барокко, а также элементы эклектики — результат перестройки конца XIX в.
В 1918—1924 годах эта церковь стояла на учёте в Отделе по делам музеев Главнауки Наркомпроса как наиболее ценный памятник архитектуры Воронежской губернии. В настоящее время церковь сильно разрушена, свод наполовину обвалился, фрески и внутреннее убранство уничтожены практически полностью.
Церковь постановлением администрации Воронежской области N 850 от 14.08.1995 является объектом исторического и культурного наследия областного значения.
В марте 2022 г. Церковь Рождества Христова в с. Перлевка вошла в проект Министерства культуры РФ по сохранению культурного наследия народов России. На ее консервацию выделены средства из федерального  бюджета.
В 2023 г. для сохранения здания специалисты разобрали завалы от обрушенных конструкций, очистили и восстановили кирпичную кладку, укрепили несущие стены, восстановили гидроизоляцию, кровлю и молниезащиту, а также законсервировали элементы живописи. Консервация проходила в рамках масштабного проекта Министерства культуры России по консервации аварийных объектов культурного наследия. Подрядчиком выступило ФГУП «Центральные научно-реставрационные проектные мастерские», имеющее лицензию Министерства культуры Российской Федерации.

## Памятники
В 1919 году здесь были похоронены погибшие в районе села красноармейцы 3-й бригады 8-й армии. Фамилии и число погибших неизвестны. В январе 1943 года рядом были похоронены воины Красной Армии, погибшие при освобождении села. Установлены фамилии трёх офицеров и 52 солдат. В 1974 году на могиле был установлен скульптурный памятник на прямоугольном кирпичном оштукатуренном постаменте «Скорбящая мать».